# COTACOL
De COTACOL is een Belgisch standaardwerk over de wielersport, gemaakt door Daniel Gobert en Jean-Pierre Legros in 1989. De duizend zwaarste beklimmingen voor fietsers in België staan er in beschreven. Van elke beklimming staat een groot aantal feiten vermeld: naam, korte omschrijving, hoogte, hellingspercentage, lengte, staat van het wegdek, gemiddelde tijd van een fietstoerist en gemiddelde tijd van een professioneel wielrenner.
De auteurs hebben samen 1.869.800 km gemeten, een hoogte van 112.396 meter beklommen en bijna 30.000 metingen verricht om tot de inhoud van dit boek te komen
De COTACOL-score was de standaardmaat waarmee de zwaarte van beklimmingen wordt vergeleken door wielrenners. Climbfinder en Strava hebben anno 2024 een deel van deze rol overgenomen. Er is community met een challenge: alle Cotacols beklimmen. Er is ook een Stravagroep en apps voor iOS en Android.

## COTACOL-score
Bij elke helling staat een zogenoemde COTACOL-score vermeld. Deze score wordt berekend aan de hand van een verschillende parameters, zoals lengte, gemiddeld stijgingspercentage, maximaal stijgingspercentage en staat van het wegdek. Hoe hoger het aantal punten, des te zwaarder de beklimming.
Voorbeelden:
| Naam                    | COTACOL-score | Bijzonderheden            |
| ----------------------- | ------------- | ------------------------- |
| Haussire-Sud-Ouest      | 363           | Zwaarste Waalse klim      |
| La Redoute              | 249           | Bekende Waalse klim       |
| Muur van Hoei           | 224           | Bekende Waalse klim       |
| Oudenberg               | 253           | Zwaarste Vlaamse klim     |
| Koppenberg              | 172           | Bekende Vlaamse klim      |
| Muur van Geraardsbergen | 171           | Bekende Vlaamse klim      |
| Camerig-Zuid            | 195           | Zwaarste Nederlandse klim |
| Keutenberg              | 168           | Bekende Nederlandse klim  |
| Cauberg                 | 79            | Bekende Nederlandse klim  |